# Françoise Gilot
Françoise Gaime Gilot (26 de novembro de 1921 - 6 de junho de 2023) foi uma pintora francesa. Gilot era uma artista talentosa, notadamente em aquarelas e cerâmicas, quando conheceu Pablo Picasso, mas sua carreira profissional foi eclipsada por sua celebridade social. Depois que ela se separou de Picasso, ele desencorajou as galerias de comprar seu trabalho e tentou, sem sucesso, impedir que seu livro de memórias de 1964, Life with Picasso, fosse publicado.
Ela morreu em 6 de junho de 2023, aos 101 anos.

## Biografia
Gilot nasceu em Neuilly-sur-Seine, França, a filha de Émile Gilot e Madeleine Gilot (nascida Renoult). Seu pai era empresário e agrônomo, e sua mãe era uma artista de aquarela. Seu pai era um homem rígido e bem-educado. Gilot começou a escrever com a mão esquerda ainda criança, mas aos quatro anos seu pai a obrigou a escrever com a mão direita. Como resultado, Gilot tornou-se ambidestra. Ela decidiu aos cinco anos se tornar pintora. No ano seguinte, sua mãe lhe ensinou arte, começando com aquarela e nanquim. Gilot foi posteriormente a aluna de Mademoiselle Meuge, por seis anos. Ela estudou literatura inglesa na Universidade de Cambridge e no British Institute em Paris (agora University of London Institute em Paris). Enquanto estudava para ser advogada, Gilot era conhecida por faltar às aulas matinais de direito para seguir sua verdadeira paixão: a arte. Ela se formou bacharela em filosofia na Sorbonne em 1938 e bacharela em inglês na Universidade de Cambridge em 1939. Gilot teve sua primeira exposição de pinturas em Paris em 1943.

## Picasso
Aos 21 anos, Gilot conheceu Pablo Picasso, então com 61. Picasso viu Gilot pela primeira vez em um restaurante na primavera de 1943. Dora Maar, a fotógrafa que era sua musa e amante na época, ficou arrasada ao saber que Picasso a estava substituindo por uma artista muito mais jovem. Após o encontro de Picasso e Gilot, ela foi morar com ele em 1946. Eles passaram quase 10 anos juntos, e esses anos foram dedicados à arte. Picasso pintou La femme-fleur, e então seu velho amigo Henri Matisse, que gostava de Gilot, anunciou que faria um retrato dela, no qual seu corpo seria azul claro e seu cabelo verde folha.
Alguns historiadores da arte acreditam que o relacionamento de Gilot com Picasso interrompeu a carreira artística dela. Quando ela deixou Picasso, ele disse a todos os negociantes de arte que conhecia que não comprassem sua arte, enquanto a própria Gilot observou que continuar a identificá-la em relação a Picasso "prestava-lhe um grande desserviço como artista".
Picasso e Gilot nunca se casaram, mas tiveram dois filhos porque ele prometeu amá-los e cuidar deles. Seu filho, Claude, nasceu em 1947, e sua filha, Paloma, nasceu em 1949. Durante seus 10 anos juntos, Gilot foi frequentemente assediada nas ruas de Paris pela esposa legal de Picasso, Olga Khokhlova, uma ex-bailarina russa, e Picasso também a abusou fisicamente. O biógrafo de Gilot, Sacha Llewelyn, escreve:

Picasso, enfurecido, destruiu seus pertences, incluindo obras de arte, livros e suas preciosas cartas de Matisse. Dizendo a ela que ela estava "indo direto para o deserto", ele então partiu para destruir sua carreira. Mobilizando todas as suas redes, exigiu que a Galeria Louise Leiris deixasse de representar Gilot e que ela não fosse mais convidada a expor no Salon de Mai. Explicada como o comportamento infeliz de um gênio mal-humorado, hoje essa intervenção agressiva está finalmente sendo vista pelo que era: as ações devastadoras de um valentão.
Em 1964, 11 anos após a separação, Gilot escreveu Life with Picasso (com o crítico de arte Carlton Lake ),  um livro que vendeu mais de um milhão de cópias em dezenas de idiomas, apesar de uma contestação legal malsucedida de Picasso tentando interromper sua publicação. A partir de então, Picasso recusou-se a ver Claude ou Paloma. Todos os lucros do livro foram usados para ajudar Claude e Paloma a montar um caso para se tornarem os herdeiros legais de Picasso.

## Obras
Gilot foi apresentada à arte ainda jovem por sua mãe e avó. A avó dera uma festa quando Françoise tinha uns cinco anos. Um certo homem chamou a atenção de Gilot por ser interessante, e ela perguntou à avó quem era o homem. Ele acabou por ser um pintor, Emile Mairet. O pai de Gilot tornou-se amigo íntimo do pintor, e Françoise costumava visitá-lo em seu ateliê. Aos seis anos, a mãe de Françoise começou a ensinar-lhe arte, com exceção do desenho. Sua mãe acreditava que os artistas se tornavam muito dependentes de borrachas e, em vez disso, ensinou sua filha as técnicas de aquarela e nanquim. Se ela cometesse um erro, teria que torná-lo intencional para seu trabalho. Aos 13 anos, ela começou a estudar com Mlle. Meuge, sua professora por seis anos. Aos 14 anos conheceu a cerâmica e, um ano depois, estudou com o pintor pós-impressionista Jacques Beurdeley. Aos 21 anos, ela conheceu Picasso. Embora Picasso tenha influenciado o trabalho de Gilot como pintora cubista, ela desenvolveu seu próprio estilo. Ela evitou as arestas vivas e as formas angulares que Picasso às vezes usava. Em vez disso, ela usou figuras orgânicas. Durante a 2ª Guerra Mundial, o pai de Gilot tentou salvar os pertences domésticos mais valiosos movendo-os, mas o caminhão foi bombardeado pelos nazistas, levando à perda dos desenhos e aquarelas de Gilot.
Sua estatura como artista e o valor de seu trabalho aumentaram ao longo dos anos. Em 2021, sua pintura Paloma à la Guitare, um retrato de sua filha de 1965, foi vendida por 1,3 milhão de dólares na Sotheby's em Londres. Desde janeiro de 2022, seu trabalho foi exposto em vários museus importantes, incluindo o Metropolitan Museum of Art, o Museum of Modern Art e o Centre Pompidou .

## Vida pessoal
De 1943 a 1953, Gilot foi amante e musa artística de Pablo Picasso, com quem teve dois filhos, Claude e Paloma.
Gilot se casou com o artista Luc Simon em 1955. A filha deles, Aurélia, nasceu no ano seguinte. O casal se divorciou em 1962.
Em 1969, Gilot foi apresentado ao pioneiro americano da vacina contra a poliomielite Jonas Salk na casa de amigos em comum em La Jolla, Califórnia. A apreciação compartilhada pela arquitetura levou a um breve namoro e a um casamento em 1970 em Paris. Durante o casamento, que durou até a morte de Salk em 1995, o casal viveu separado metade do ano, enquanto Gilot continuava a pintar na cidade de Nova York, La Jolla e Paris.
Ao longo das décadas de 1980 e 1990, Gilot desenhou figurinos, cenários e máscaras para produções no Guggenheim em Nova York.
Em 1973, Gilot foi nomeada diretora de arte da revista acadêmica Virginia Woolf Quarterly . Em 1976, ela se juntou ao conselho do Departamento de Belas Artes da University of Southern California, onde ministrou cursos de verão e assumiu responsabilidades organizacionais até 1983.
Gilot dividiu seu tempo entre Nova York e Paris, trabalhando em nome do Instituto Salk .
Em agosto de 2018, Gilot lançou três cadernos de esboços que documentavam as viagens que ela fez em Veneza, Índia e Senegal .
Gilot morreu em um hospital da cidade de Nova York em 6 de junho de 2023, aos 101 anos, após sofrer de doenças cardíacas e pulmonares.

## Prêmios
Gilot foi nomeada Chevalier de la Légion d'Honneur em 1990. Em 2010, ela foi nomeada Oficial da Légion d'Honneur, a mais alta honraria do governo francês para as artes.

## Cultura popular
Gilot é interpretada por Natascha McElhone no filme de 1996 Surviving Picasso, e por Clémence Poésy na temporada de 2018 de Genius, que enfoca a vida e a arte de Pablo Picasso.

## Livros
- Françoise Gilot e Carlton Lake, Life with Picasso, McGraw-Hill, 1964; Anchor Books/Doubleday, 1989,ISBN 978-0-385-26186-9
- Françoise Gilot, Le respect et son Masque, Paris: Calmann-Lévy, 1975,ISBN 978-2-7021-0092-9 – concentra-se em seu desenvolvimento como artista.
- Françoise Gilot, Interface: The Painter and the Mask, Imprensa na California State University, Fresno, 1983,ISBN 978-0-9122-0103-0
- Barbara Haskell, Françoise Gilot: A Jornada de um Artista 1943–1987, California State Univ, 1987,ISBN 978-0-912201-12-2 ; Little, Brown, 1989.
- Françoise Gilot, Matisse e Picasso: A Friendship in Art, Doubleday, 1990,ISBN 978-0-385-26044-2 ; Nova York: Anchor Books, 1992,ISBN 978-0-385-42241-3